# 톰 파커
토머스 앤드루 "커널 톰" 파커(영어: Thomas Andrew "Colonel Tom" Parker, 1909년 6월 26일 ~ 1997년 1월 21일)는 네덜란드계 음악계 사업가로서 엘비스 프레슬리의 매니저였다.
20세 나이에 미국으로 불법 이민을 왔으며 평생 죽을 때까지 적법한 신분으로서 나라에서 살지 않았고 또한 한번도 미국을 떠나지 않았다. 이름을 바꾸고 미국 출신임을 자처한 파커의 실제 출생지와 이민상태는 오랜 세월 동안 베일에 쌓여 있었다. 처음에는 카니발에서 종사했으며 1938년 음악홍보로 직업을 옮겼다. 초기에는 유명한 크루너 진 오스틴을 위해 일하다가 후일에 가서 에디 아놀드, 행크 스노, 토미 샌즈와 같은 컨트리 가수를 위해 일하기 시작했다. 아울러 루이지애나의 주지자가 되는 지미 데이비스의 캠페인에도 조력하였다. 그에 대한 보답으로 데이비스는 명예계급으로 루이지애나주 민병대의 '대령' 칭호를 수여하였다.
1955년 파커는 무명이던 엘비스 프레슬리를 발굴한다. 파커는 프레슬리의 단독 대표자가 되기 위해 책동을 시작하였다. 몇 달만에 RCA 빅터 음반사와의 음악계약에 성공했다. 이로써 프레슬리는 1956년의 대히트 싱글 〈Heartbreak Hotel〉로 이름을 떨치게 되었으며 세계에서 가장 유명하고 성공적인 엔터테이너로까지 발돋움했다. 파커는 회사에서 반수를 넘게 그 수입을 받아챙겼으며 음악 매니저로서는 미증유한 수준의 인지도를 얻게 되었다. 파커는 프레슬리를 위해 수익성 좋은 캐릭터 상품 계약, TV 출연, 뮤지컬 영화에서의 배우 출연을 교섭하였다. 파커는 프레슬리의 국외 공연을 번번히 거절하였는데 이것은 그가 불법 이민자 상태였기 때문으로 보인다. 엘비스가 국외로 나가는 순간 그것이 까발려지는 것은 당연지사였다. 파커는 프레슬리의 사생활에도 손을 뻗쳤으며 프레슬리의 1958년의 군 복무 수락과 1967년의 프리실라 보리우와의 결혼도 그가 관여한 것이었다. 뮤지컬 영화에 대한 집중은 결국 프레슬리의 상업적 영락으로 이어졌으며 1968년 프레슬리는 컴백 스페셜과 함께 투어를 재개한다. 그 이후로 파커는 프레슬리와 거의 만나지 않게 되었으나 1977년 프레슬리가 사망할 때까지 매니지먼트를 계속하였다.
평생에 걸쳐 파커는 프레슬리의 재산을 관리해왔으며 프레슬리의 초기 음반의 저작권을 매각하기도 하였다. 이것은 들고만 있어도 꾸준한 수입원이 될 터였다. 1980년 판사는 파커의 매니지먼트 관행을 조사하게 시켰으며 파커의 매니지먼트가 비윤리적이었음을 밝혀냈다. 한편, 그는 도박중독으로 엄청난 재산을 탕진하였고 자신이 죽을 때 남긴 재산은 겨우 100만 달러였다.